# Sclerodontium pallidum
Sclerodontium pallidum là một loài Rêu trong họ Dicranaceae. Loài này được (Hook.) Schwägr. miêu tả khoa học đầu tiên năm 1823.